# Pallini
Pallini (en griego: Παλλήνη) es un municipio griego, capital de la periferia de Ática Oriental, está situado entre Atenas y el golfo Petalíes. Incluye las divisiones de Kantza hacia el sur, la cual es un área en rápido desarrollo en la zona periférica ateniense y de Panorama, separadas entre sí por el río Pikermi. 
En el censo de 2011 su población era de 33. 611 habitantes.
A raíz de la reforma administrativa del Plan Calícrates en vigor desde enero de 2011, se incorporó en Pallini varios municipios. Su superficie aumentó hasta 29 km², y la población de 16.679 a 33.611.

## Historia
El nombre data de antes de la época antigua. Queda situado a 20 km al norte del Aeropuerto Eleftherios Venizelos, y a 18 km de Atenas